# Повсталі мерці (фільм)
«Повсталі мерці» (англ. Dead Rising: Watchtower) — американський зомбі-апокаліптичний фільм, режисера Зека Липовски, заснований на популярній відеогрі Dead Rising. Прем'єра в США відбулась 27 березня 2015 року. У зйомках фільму взяли участь актори Денніс Хейсберт, Роб Ріґґл, Джессі Меткалф та інші.

## Опис
Спалах зомбі-вірусу відбувається по всій країні. Невеликій групі людей, що вижили належить адаптуватися в новому середовищі, аби знайти можливі ліки від епідемії.

## У ролях
- Кіган Коннор Трейсі
- Меган Орі
- Вірджинія Медсен
- МДжессі Меткалф
- Денніс Хейсберт
- Роб Ріґґл —  Френк Вест

## Зйомки
Основні зйомки почалися 30 вересня 2014 року у Ванкувері (Канада).